# 李明 (唐)
李 明（り めい、? - 永淳元年7月29日（682年9月6日））は、中国の唐の太宗李世民の十四男。曹王に立てられた。

## 経歴
李明の母の楊氏は、もとは巣王李元吉の妃であり、太宗に寵愛されて、皇后の位にも望まれた。魏徴が諫言したので、太宗は楊氏立后を取りやめた。
貞観21年（647年）に曹王に封じられ、貞観23年（649年）に実封800戸を受けた。まもなく1000戸を加えられた。顕慶年間、梁州都督に任じられ、のちに虢州・豫州・蘇州の刺史を歴任した。高宗の命により李元吉の後を継いだ。調露2年（680年）、皇太子李賢の事件に連座して、零陵王に降格され、黔州に流された。永淳元年（682年）、都督の謝祐が迫って李明を自殺させた。高宗は李明の死を悼んで、黔州の官吏を全員罷免した。景雲元年（710年）に李明の柩が長安に運ばれ、昭陵に陪葬された。5子があった。

## 子女
1. 李俊（零陵王、南州別駕）
2. 李傑（黎国公、垂拱年間に処刑された）
3. 李價（済国公）
4. 李備（衛尉少卿）
5. 李偲（右武衛大将軍）

## 伝記資料
- 『旧唐書』巻76 列伝第26「曹王明伝」
- 『新唐書』巻80 列伝第5「曹王明伝」